# دياديما، ساو باولو
دياديما، ساو باولو هي مدينة، وبلدية في البرازيل، تتبع ساو باولو، بلغ عدد سكانها 357٬064  نسمة، في 2000، تبلغ مساحتها 30٫796 كيلومتر مربع.

## الموقع
تشترك في الحدود مع:
- ساو باولو.

## مدن توأم
المدن التوأم:
- سانتياغو دي كوبا
- مونتروي ، سين سان دوني.

## أعلام
- جيسي أرودا
- جورج دي باولا
- دافيد لويز
- واشنطن سيلفا
- والتر مورايس
- دييغو جالو